# Tragopan
Genre
Tragopan est un genre d'oiseaux de la famille des Phasianidae. Ses espèces sont nommées tragopans d'après le nom du genre.

## Généralités
Gros faisans massifs et trapus, à la queue courte et large. Fort dimorphisme sexuel: mâle au brillant et complexe plumage à dominante rouge, orange et brun, fortement tachetés. Face et gorge dénudées, qui se gorge de sang pendant la parade nuptiale formant une caroncule qui recouvre toute la poitrine et expose des couleurs éclatantes. Les femelles sont majoritairement brunes, tachetées. Régime varié: baies, graines, pousses, feuilles, insectes et larves. Vit dans les forêts mixtes conifères-feuillus, bosquets de rhododendrons et bambouseraies d'altitude. Depuis le nord du Pakistan jusqu'au sud-est de la Chine. Oiseaux discrets vivant en couple ou seul. Plus arboricoles que les autres faisans. Ponte plutôt faible par rapport aux autres phasianidae: 3 à 5 œufs en moyenne.
Aujourd'hui la destruction de leur habitat et la chasse, menacent de manière plus ou moins importante ces oiseaux : 3 sont considérés comme Vulnérables (VU), 1 comme Quasi menacée (Near Threatened - NT) et une comme Non concernée (Least Concerned - LC).

## Liste des espèces
D'après la classification de référence (version 2.2, 2009) du Congrès ornithologique international (ordre phylogénique) :
- Tragopan melanocephalus (J. E. Gray, 1829) – Tragopan de Hastings
- Tragopan satyra (Linnaeus, 1758) – Tragopan satyre
- Tragopan blythii (Jerdon, 1870) – Tragopan de Blyth
- Tragopan temminckii (J. E. Gray, 1831) – Tragopan de Temminck
- Tragopan caboti (Gould, 1857) – Tragopan de Cabot